# Aale Hakava
Aale Bernhard Hakava, född 19 februari 1909 i Rovaniemi, död 15 mars 1995 i Helsingfors, var en finländsk målare.
Hakava genomgick Finska Konstföreningens ritskola 1922–1928 och besökte universitetets ritsal 1929–1930. Han studerade vid Accademia di Belle Arti i Florens 1937–1939.
Mest känd är Hakava som landskaps- och porträttmålare. Landskapen är ofta från Lappland, menhan målade även i Italien och Frankrike. Han utförde också monumentalmålningar för företagen Huhtamäki och Alko samt målade altartavlor till bland annat Kemijärvi, Pello och Pelkosenniemi kyrkor i norra Finland.
Hakava undervisade vid Finlands konstakademis skola 1941–1947, Imatra konstskola 1958 och vid talrika konstkurser samt i freskoteknik, som han lärt sig bl.a. som medhjälpare åt Juho Rissanen och Lennart Segerstråle. Han var mycket aktiv inom olika konst- och konstnärsorganisationer, bland annat ordförande i Målarförbundet 1962–1967. År 1968 erhöll han Pro Finlandia-medaljen och 1977 professors titel.